# Dario Acquaroli
Dario Acquaroli (né le 10 mars 1975 à San Giovanni Bianco et mort le 9 avril 2023 à Camerata Cornello) est un coureur cycliste italien. 
Spécialisé en VTT, il est champion du monde de cross-country en catégorie juniors en 1993 et espoirs en 1996. Il est également médaillé de bronze du championnat du monde de VTT marathon en 2005. Il reçoit le collier d'or du mérite sportif, décoration remise par le Comité olympique national italien,.

## Palmarès

### Championnats du monde
Cross-country
- Métabief 1993
  -  Champion du monde de cross-country juniors
- Cairns 1996
  -  Champion du monde de cross-country espoirs
- Château-d'Œx 1997
  -  Médaillé de bronze du cross-country espoirs
- Åre 1999
  - 6e du cross-country
- Vail 2001
  - 31e du cross-country
- Lugano 2003
  - 40e du cross-country
- Rotorua 2006
  - 29e du cross-country

Marathon
- Bad Goisern 2004
  - 5e du marathon
- Lillehammer 2005
  -  Médaillé de bronze du marathon

### Coupe du monde
- 2005 : 3e de la coupe du monde de marathon
- 2006 : 10e de la coupe du monde de marathon

### Championnats d'Europe
- Klosters 1993
  -  Champion d'Europe de cross-country juniors

### Championnats nationaux
- Champion d'Italie de cross-country en 2004